# П'єр Шоллер
П'єр Шоллер (фр. Pierre Schoeller; нар. 1961, Париж, Франція) — французький сценарист та кінорежисер. Лауреат та номінант численних міжнародних та національних фестивальних та професійних кінонагород .

## Біографія
П'єр Шоллер у 1982—1984 роках вивчав сучасну літературу та кіно в Національній вищій школі імені Луї Люм'єра у Парижі та закінчив сценарні курси в школі La fémis. Професійну кар'єру починав як сценарист кіно та телебачення.
У 1996 році Шоллер дебютував як режисер короткометражкою «Двоє друзів, прелюдія» та у 2003 році зрежисував для «Arte» телевізійний фільм «Нульовий дефект» з Еріком Ельмосніно. У 2008 році він поставив свою першу повнометражну стрічку «Версаль» — історичний фільм про Велику французьку революцію з Гійомом Депардьє у головній ролі. Стрічка номінувалася у двох категоріях на премію «Сезар» — за найкращий перший фільм та за найкращу чоловічу роль (Гійом Депардьє).
Другий повнометражний фільм П'єра Шоллера — «Управління державою» (2011), — як і «Версаль» був представлений у престижній програмі «Особливий погляд» на 64-му Каннському міжнародному кінофестивалі та був відзначений там Призом ФІПРЕССІ. У 2012 році стрічку було номіновано у 8-ми категоріях на здобуття премії «Сезар», три з яких вона здобула.
У вересні 2018 року на французькі екрани вийшла третя повнометражна робота П'єра Шоллера за його ж сценарієм — історичний фільм «Один король — одна Франція». До акторського складу фільму, у якому Шоллер знову звернувся до подій Великої французької революції, режисер запросив цілу низку зірок французького кіно: Гаспара Ульєля, Адель Енель, Луї Гарреля, Олів'є Гурме, Ізю Іжлен, Ноемі Львовскі, Селін Саллетт, Лорана Лафітта та ін.

## Фільмографія
| Рік  |      | Назва українською              | Оригінальна назва            | Режисер | Сценарист |
| ---- | ---- | ------------------------------ | ---------------------------- | ------- | --------- |
| 1989 |      | Занадто багато кохання         | Un amour de trop             |         | Так       |
| 1989 | т/с  | V як помста                    | V comme vengeance            |         | Так       |
| 1991 | т/ф  | Хижаки                         | Les carnassiers              |         | Так       |
| 1992 | к/м  | Двоє друзів, прелюдія          | Deux amis, prélude           | Так     | Так       |
| 1996 | т/ф  | Мудра дитина                   | L'enfant sage                |         | Так       |
| 1999 | т/ф  | Від батька до сина             | De père en fils              |         | Так       |
| 2000 | т/ф  | Невидима перешкода             | Le plafond de verre          |         | Так       |
| 2001 | т/ф  | На велосипеді                  | À bicyclette                 |         | Так       |
| 2001 |      |                                | L'afrance                    |         | Так       |
| 2003 |      | Коли ти спустишся з неба       | Quand tu descendras du ciel  |         | Так       |
| 2005 | т/ф  | Кармен                         | Carmen                       |         | Так       |
| 2003 |      | Нульовий дефект                | Zéro défaut                  | Так     | Так       |
| 2006 |      | Від частковості до частковості | De particulier à particulier |         | Так       |
| 2008 |      | Версаль                        | Versailles                   | Так     | Так       |
| 2011 |      | Управління державою            | L'exercice de l'État         | Так     | Так       |
| 2013 | т/ф  | Аноніми                        | Les anonymes                 | Так     | Так       |
| 2014 | док. | Втрачений час                  | Le temps perdu               | Так     |           |
| 2018 |      | Один король — одна Франція     | Un peuple et son roi         | Так     | Так       |
| 2025 |      | Рембрандт                      | Rembrandt                    | Так     | Так       |

## Визнання
| Рік                                             | Категорія                             | Фільм                      | Результат |
| ----------------------------------------------- | ------------------------------------- | -------------------------- | --------- |
| Каннський міжнародний кінофестиваль             |                                       |                            |           |
| 2008                                            | Приз «Особливий погляд»               | Версаль                    | Номінація |
| 2008                                            | Золота камера                         | Версаль                    | Номінація |
| 2011                                            | Приз «Особливий погляд»               | Управління державою        | Номінація |
| 2011                                            | Приз ФІПРЕССІ — Особливий погляд      | Управління державою        | Перемога  |
| Братиславський міжнародний кінофестиваль        |                                       |                            |           |
| 2008                                            | Гран-прі                              | Версаль                    | Номінація |
| Гамбурзький кінофестиваль                       |                                       |                            |           |
| 2008                                            | Нагорода критиків                     | Версаль                    | Номінація |
| Премія «Сезар»                                  |                                       |                            |           |
| 2009                                            | Найкращий дебютний фільм              | Версаль                    | Номінація |
| 2012                                            | Найкращий фільм                       | Управління державою        | Номінація |
| 2012                                            | Найкраща режисерська робота           | Управління державою        | Номінація |
| 2012                                            | Найкращий оригінальний сценарій       | Управління державою        | Перемога  |
| Київський міжнародний кінофестиваль «Молодість» |                                       |                            |           |
| 2008                                            | Приз ФІПРЕССІ                         | Версаль                    | Перемога  |
| Премія «Золота зірка кіно»                      |                                       |                            |           |
| 2009                                            | Найкращий перший фільм                | Версаль                    | Перемога  |
| Синдикат французьких кінокритиків               |                                       |                            |           |
| 2011                                            | Приз за найкращий французький фільм   | Управління державою        | Перемога  |
| Премія «Люм'єр»                                 |                                       |                            |           |
| 2012                                            | Найкращий фільм                       | Управління державою        | Номінація |
| 2012                                            | Найкращий режисер                     | Управління державою        | Номінація |
| 2012                                            | Найкращий сценарій                    | Управління державою        | Перемога  |
| Премія «Кришталевий глобус»                     |                                       |                            |           |
| 2012                                            | Найкращий фільм                       | Управління державою        | Номінація |
| Премія «Магрітт»                                |                                       |                            |           |
| 2013                                            | Найкращий фільм спільного виробництва | Управління державою        | Перемога  |
| Міжнародний кінофестиваль «Кіно на морі»        |                                       |                            |           |
| 2018                                            | Приз TV5Monde                         | Один король — одна Франція | Номінація |